# Cees van Dongen
Cees van Dongen (Rotterdam, 1 februari 1932 – Capelle aan den IJssel, 23 december 2011) was een Nederlandse motorcoureur. 

## Biografie
Van Dongen begon zijn sportcarrière als wielrenner. Zijn vader werkte bij een motordealer in Rotterdam. Op 12-jarige leeftijd ging Van Dongen daar als leerling werken. Vader Van Dongen nam zelf met een DKW aan motorraces deel. In 1953 nam Van Dongen voor het eerst zelf deel aan een bromfietsrace in Vriezenveen, met een Victoria FM 38L-motortje in een Solex-frame. In 1954 hadden vader en zoon Van Dongen een DMF-bromfiets geprepareerd, waarin een ILO-motorblokje zat. Hij won in dat jaar alle (straat)races waarin hij startte. Ook reed Van Dongen in dat jaar enkele malen op echte (geleende) wegracemotoren. Hij kreeg van zijn baas zelfs een echte 500cc-Norton 30M Manx ter beschikking.
In 1958 behaalde hij voor het eerst de Nederlandse 250cc-titel met een omgebouwde NSU Sportmax. In 1959 kon hij niet over voldoende financiële middelen beschikken om te racen. De KNMV stelde in dat jaar echter de 50cc-klasse in, waarin Van Dongen met een Dürkopp aan de start kwam. In 1960 werd Van Dongen er Nederlands kampioen mee. 
In 1961 kwamen de Japanse merken Honda en Yamaha op de Nederlandse markt. Van Dongen wist voor de TT-races in Assen zelfs een 125cc-fabrieks-Yamaha RA 41 ter beschikking te krijgen. Vanaf 1962 ging Van Dongen echter verder met Honda. Hij werd Nederlands kampioen in de 250cc-klasse en zou in de jaren daarop nog veel meer Nederlandse titels verzamelen: in de 50 cc, 125 cc en 250 cc van 1962 tot en met 1969. Hij deed dit met Honda's, Kreidlers en Bultaco's.
Voor het seizoen 1966 werd hem door de KNMV de Hans de Beaufort-beker uitgereikt.
Zijn zoon Jos zou vanaf 1979 ook op hoog niveau gaan racen.

## Kampioenschap
In 1964 was Van Dongen kampioen in twee klassen tegelijk: 50 cc met Kreidler en 125 cc met Honda. Hij kreeg in dat jaar aanbiedingen van verschillende fabrieksteams. Van MZ kreeg hij een fabrieksracer voor de TT van Assen. Van Dongen wilde echter liever niet voor één merk rijden: dat zou hem ook aan één klasse binden. Wel kreeg hij van tijd tot tijd snel materiaal aangeboden waarin hij aan Grand Prix-wedstrijden om het wereldkampioenschap deelnam. Hij won er één: de 125cc-klasse in 1969 in Spanje met een fabrieks-Suzuki RT64 van 1964.
In 1971, 1972, 1976 en 1978 werd Van Dongen weer Nederlands kampioen in verschillende klassen. Hij had inmiddels een gezin en ging minder aan wedstrijden deelnemen. In 1980 nam hij voor het laatst deel aan de TT (wel in twee klassen: 50 cc en 125 cc).In 1980 moest hij stoppen omdat hij 52 jaar oud was. Dat was de maximumleeftijd. Hij werd dat jaar nog steeds Nederlands Kampioen. Hij ging hierna over tot het prepareren van motorfietsen voor andere coureurs. 

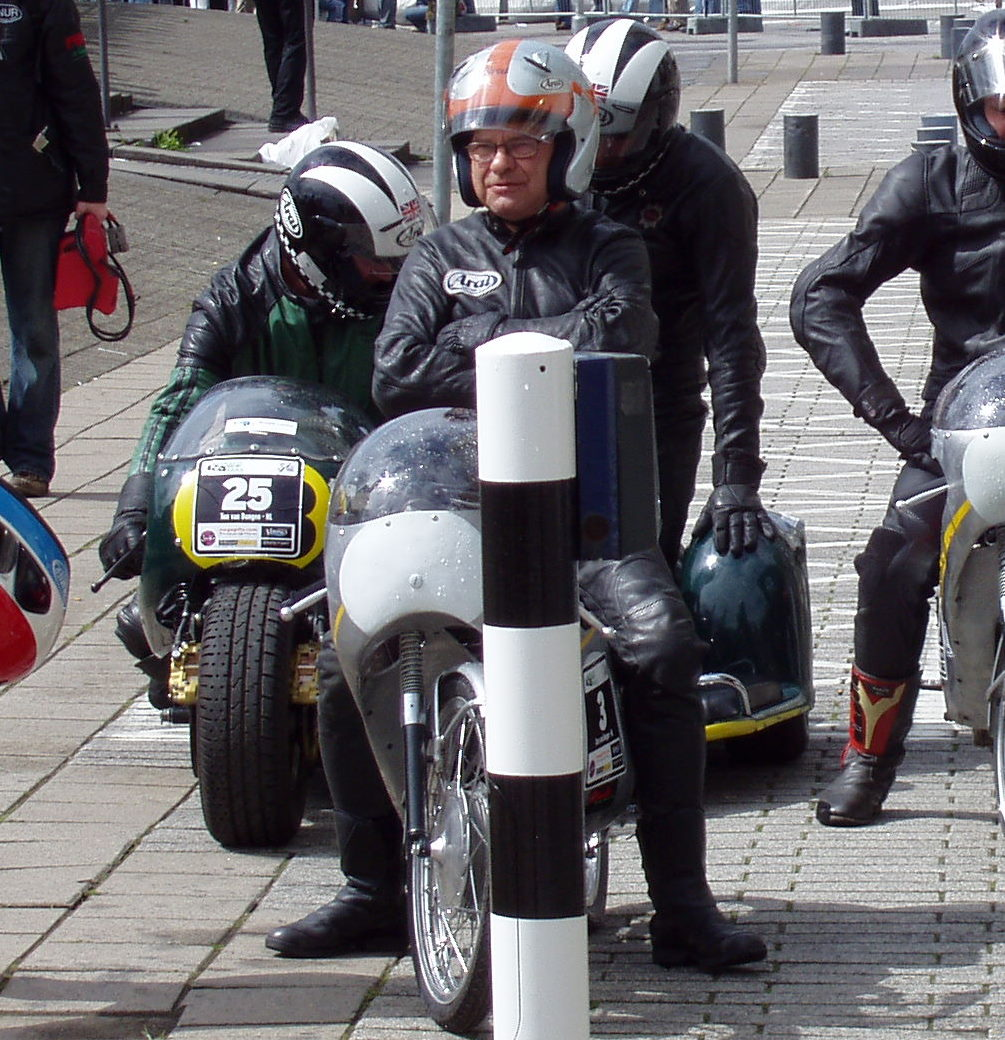
Tijdens Monaco aan de Maas op 7 augustus 2005 te Rotterdam

Toch is Van Dongen niet stil gaan zitten: hij nam (tot in 2005) nog steeds deel aan veteranen-races, en startte het liefst in meerdere klassen. Tijdens de Centennial Classic TT in 1998, waarbij de meeste nog levende grote coureurs uit het verleden aanwezig waren, sprong hij in ieder gaatje dat er viel: als een coureur niet was verschenen of om gezondheidsredenen niet kon rijden nam Van Dongen het plekje op het startveld over.

## Overlijden
Van Dongen overleed op 23 december 2011 na een lang ziekbed.